# مارجوري مكينتوش
مارجوري مكينتوش (بالإنجليزية: Marjorie McIntosh)‏ هي مؤرخة أمريكية، ولدت في 15 نوفمبر 1940 في آن آربر في الولايات المتحدة.